# Леклер, Эдм Жан
Эдм Жан Лекле́р (фр. Edme Jean Leclaire; 14 мая 1801 года, Aisy-sur-Armançon — 13 июля 1872 года, Эрбле) — французский предприниматель XIX века, пионер участия рабочих в прибылях предприятия и ярый пропагандист своей системы распределения прибыли. Мэр города Эрбле с 1865 по 1869 годы.

## Биография
В детстве был простым пастухом; в 16 лет пришёл без всяких средств в Париж и поступил в подмастерья к маляру.
В 1837 году основал в Париже собственное «Малярно-мебельное заведение Леклера» (впоследствии «Редуали и К°»); в 1838 году учредил взаимно-вспомогательное общество для своих рабочих, а в 1842 году провёл участие рабочих в прибыли своего предприятия, несмотря на противодействие полиции, запрещавшей ему периодически собирать для этой цели своих рабочих.

## Почести
Его именем — Жан Леклер (Jean-Leclaire) — названы парижские улица, сквер и спортивный зал.